# Toffa Yarimawa Daoutawa
Toffa Yarimawa Daoutawa ist ein Dorf in der Landgemeinde Djiratawa in Niger.

## Geographie
Das von einem traditionellen Ortsvorsteher (chef traditionnel) geleitete Dorf befindet sich rund 17 Kilometer östlich des Hauptorts Djiratawa der gleichnamigen Landgemeinde, die zum Departement Madarounfa in der Region Maradi gehört. Zu den Siedlungen in der näheren Umgebung von Toffa Yarimawa Daoutawa zählen Goulbaoua im Osten und Danja im Westen.
Das Dorf besteht aus den Ortsteilen Toffa (auch: Tofa), Yarimawa (auch: Yérima, Yérimawa) und Daoutawa.
Toffa Yarimawa Daoutawa ist Teil der Übergangszone zwischen Sahel und Sudan. Die durchschnittliche jährliche Niederschlagsmenge beträgt hier zwischen 400 und 500 mm.

## Bevölkerung
Bei der Volkszählung 2012 hatte Toffa Yarimawa Daoutawa 2561 Einwohner, die in 310 Haushalten lebten. Bei der Volkszählung 2001 betrug die Einwohnerzahl 1682 in 208 Haushalten und bei der Volkszählung 1988 belief sich die Einwohnerzahl auf 879 in 127 Haushalten.
Die Bevölkerungsdichte in diesem Gebiet ist für nigrische Verhältnisse hoch.

## Wirtschaft und Infrastruktur
Das Gebiet der Ebenen im südlichen Teil der Region Maradi, in dem Toffa Yarimawa Daoutawa liegt, ist von einer anhaltenden Degradation der ackerbaulichen Flächen gekennzeichnet, die mit der hohen Bevölkerungsdichte in Zusammenhang steht. Im Dorf ist ein Gesundheitszentrum des Typs Centre de Santé Intégré (CSI) vorhanden. Es gibt eine Schule.